# Мутье, Леонель де
Леоне́ль де Мутье́ (фр. Léonel de Moustier; 23 августа 1817, Париж — 5 февраля 1869, там же) — французский дипломат и политик.
Сын дипломата фр. Clément-Édouard de Moustier (1779—1830); внук дипломата и генерала старого режима Элеонора Франсуа Мутье (1751—1817).
Был советником в Ду, в апреле 1849 года был избран в законодательное собрание, где вотировал всегда вместе с правой партией. Был причастен к государственному перевороту 2 декабря 1851 года. С 1853 по 1866 год состоял послом в Берлине, Вене (до 1859 года) и затем в Константинополе. Заняв — после австро-прусской войны — 1 сентября 1866 года пост министра иностранных дел, обратился к европейским державам с предложением созвать конгресс для разрешения недоразумений между Францией и Италией по вопросу о светской власти папы. Таким путём Наполеон III надеялся достигнуть мирного разрешения политических осложнений; но конгресс не состоялся, а Мутье 17 декабря 1868 года оставил пост министра по состоянию здоровья и был назначен сенатором, но вскоре скончался.